# Чайлдерс, Эрскин Гамильтон
Эрскин Гамильтон Чайлдерс (англ. Erskine Hamilton Childers; 11 декабря 1905[…], Лондон — 17 ноября 1974[…], Дублин) — ирландский политик, четвёртый президент Ирландии с 1973 года до своей смерти 17 ноября 1974 году. Чайлдерс занимал министерские посты в ирландском правительстве, 1951—1954, 1959—1961, и 1966—1969 годах он был министром почты и телеграфа, 1957—1959 министр земель, 1959—1969 министр транспорта и энергетики, 1969—1973 министр здравоохранения, в 1969 назначен главой правительства Ирландии. Его отец Роберт Эрскин Чайлдерс был одним из лидеров ирландских националистов, казнён в 1922 году во время гражданской войны в Ирландии.
Его дочь Несса Чайлдерс была избрана в 2014 году в Европарламент как независимый кандидат от Мидленда.